# Herramienta manual

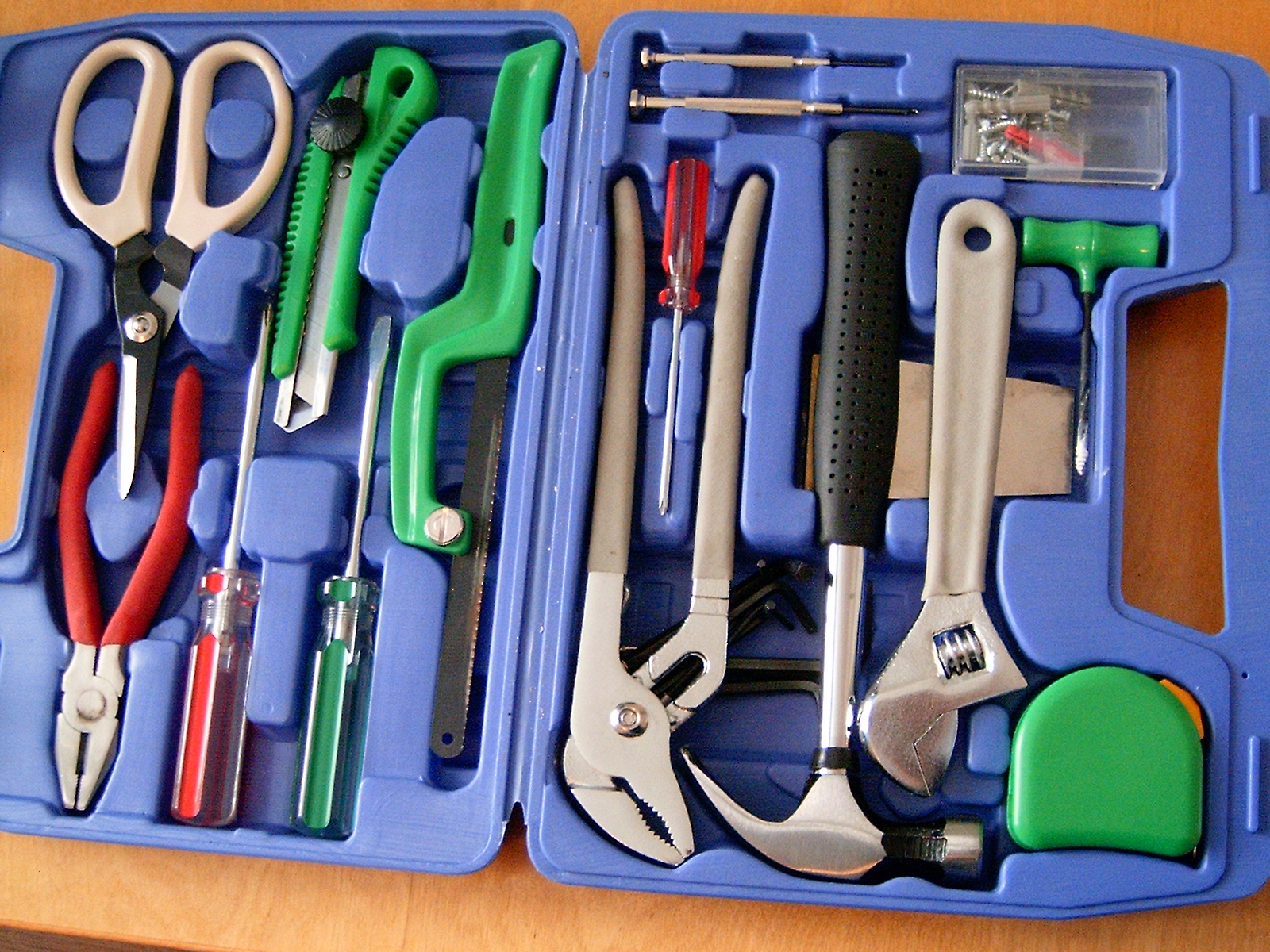
Caja de herramientas.

Se denomina herramienta manual o herramienta de mano al utensilio, generalmente metálico de acero, madera, fibra, plástico o goma, que se utiliza para ejecutar de manera más apropiada, sencilla y con el uso de menor energía, tareas constructivas o de reparación, que sólo con un alto grado de dificultad y esfuerzo se podría hacer sin ellos.
Las herramientas manuales se han utilizado durante milenios, pero será desde el último cuarto del siglo XIX cuando se dé una nueva generación de éstas, debido a una mejora en los materiales con los que se fabricaban, el desarrollo de su producción en masa y la aparición de piezas intercambiables, además del incremento en su potencia de trabajo.

## Equipo básico de herramientas de un taller o de un profesional mecánico
Las herramientas básicas de un taller mecánico se pueden clasificar en cuatro grupos diferentes:
- Herramientas de corte: sirven para trabajar los materiales que no sean más duros que un acero normal sin templar. Los materiales endurecidos no se pueden trabajar con las herramientas manuales de corte. Como herramientas manuales de corte podemos citar las siguientes:

Sierra de mano, lima, broca, macho de roscar, escariador, terraja de roscar, tijeras, cortafrío, buril, cincel, cizalla, tenaza.
- Herramientas de sujeción: se utilizan para sujetar o inmovilizar piezas. En este grupo se pueden considerar las siguientes:

Pinza, tornillo de banco, sargento.
- Herramientas para la fijación: se utilizan para el ensamblaje de unas piezas con otras: Pertenecen a este grupo, los diferentes tipos de llaves que existen:

Llave, destornillador, remachadora.
- Herramientas auxiliares de usos varios:

Martillo, granete, extractor mecánico, números y letras para grabar, punzón cilíndrico, polipasto, gramil, punta de trazar, compás, gato hidráulico, mesa elevadora hidráulica.
- También se pueden considerar como herramientas básicas los instrumentos de medida más habituales en un taller mecánico:

Regla graduada, cinta métrica, goniómetro, calibre, micrómetro, reloj comparador. 
A continuación se hace una somera descripción de las herramientas citadas.

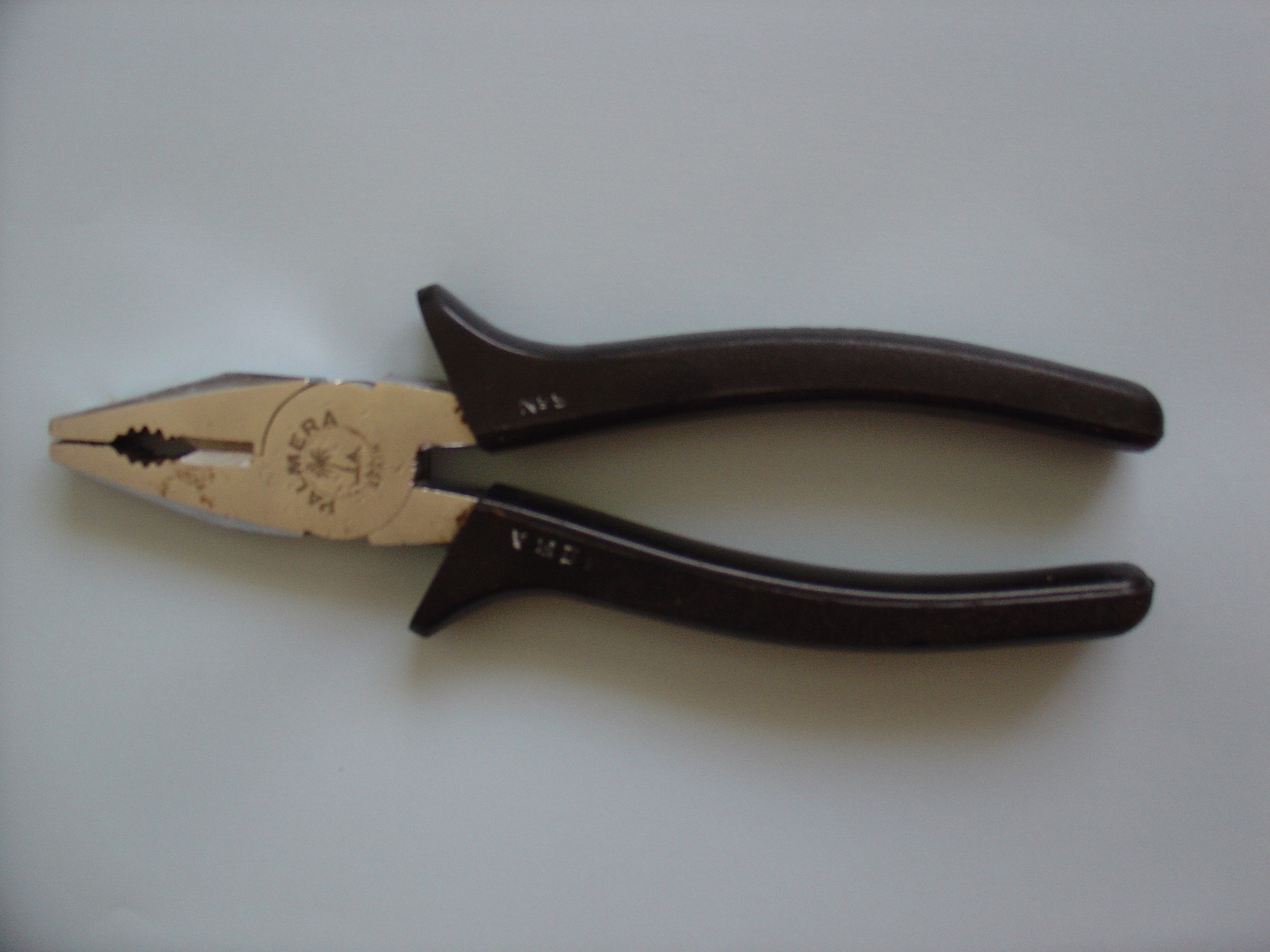
Pinzas.

- Pinzas.son unas herramientas imprescindibles en cualquier equipo básico con herramientas manuales porque son muy utilizados, ya que sirven para sujetar, doblar o cortar. Hay muchos tipos de pinzas, entre los que cabe destacar los siguientes: Universales, de corte, de presión, de cabeza plana, y de cabeza redonda, etc.

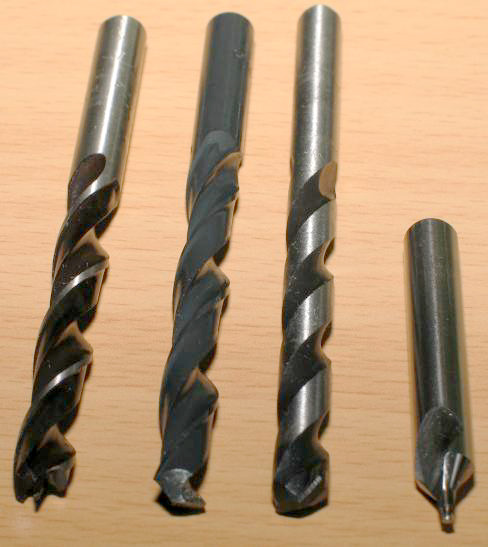
Brocas.

- Broca de usos múltiples. En cualquier tarea mecánica o de bricolaje, es necesario muchas veces realizar agujeros con alguna broca. Para realizar un agujero es necesario el concurso de una máquina que impulse en la broca la velocidad de giro suficiente y que tenga la potencia necesaria para poder perforar el agujero que se desee. hay muchos tipos de brocas de acuerdo a su tamaño y material constituyente.

- Cizalla. Por el nombre de cizalla se conoce a una herramienta y a una máquina potente activada con motor eléctrico. La cizalla tiene el mismo principio de funcionamiento que una tijera normal, solamente que es más potente y segura en el corte que la tijera. Se usa sobre todo en imprentas, para cortar láminas de papel, y en talleres mecánicos para cortar chapas metálicas que no sean muy gruesas o duras.

- Compás. El compás aparte de otros conceptos es una herramienta que se utiliza en los talleres de mecanizado para trazar circunferencias y verificar diámetros de piezas tanto exteriores como interiores.

- Cortafrío, buril y cincel. Son herramientas manuales diseñadas para cortar, ranurar o desbastar material en frío mediante el golpe que se da a estas herramientas con un martillo adecuado. Las deficiencias que pueden presentar estas herramientas es que el filo se puede deteriorar con facilidad, por lo que es necesario un reafilado. Si se utilizan de forma continuada hay que poner una protección anular para proteger la mano que las sujeta cuando se golpea.

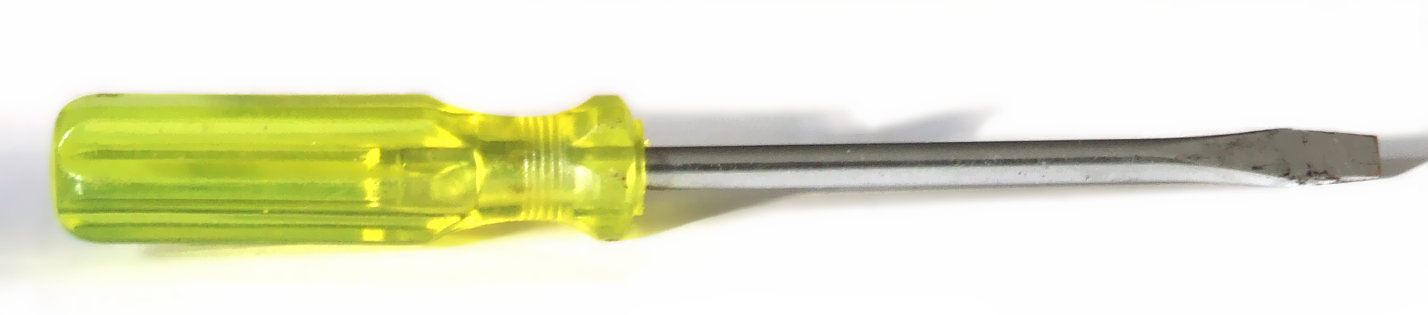
Destornillador.

- Destornillador. Son herramientas que se utilizan para apretar tornillos que requieren poca fuerza de apriete y que generalmente son de diámetro pequeño. Hay cuatro tipos de cabeza de tornillos diferentes: cabeza redonda, cabeza avellanada, cabeza de estrella, cabeza torx. Para apretar estos tipos de tornillos se utilizan un destornillador diferente para cada una de la forma que tenga la ranura de apriete, y así tenemos destornilladores de pala, philips, o de estrella y torx. Cuando se utiliza un destornillador para uso profesional hay unos dispositivos eléctricos o neumáticos que permiten un apriete rápido de los tornillos, estos dispositivos tienen cabezales o cañas intercambiables, con lo que se pueden apretar cualquier tipo de cabeza que se presente. Para aprietes de precisión hay destornilladores dinamométricos, donde se regula el par de apriete.

- Escariador. Es una herramienta de corte que se utiliza para conseguir agujeros de precisión cuando no es posible conseguirlos con una operación de taladrado normal. Los escariadores normalizados se fabrican para conseguir agujeros con tolerancia H7, y con diámetros normales en milímetros o pulgadas.

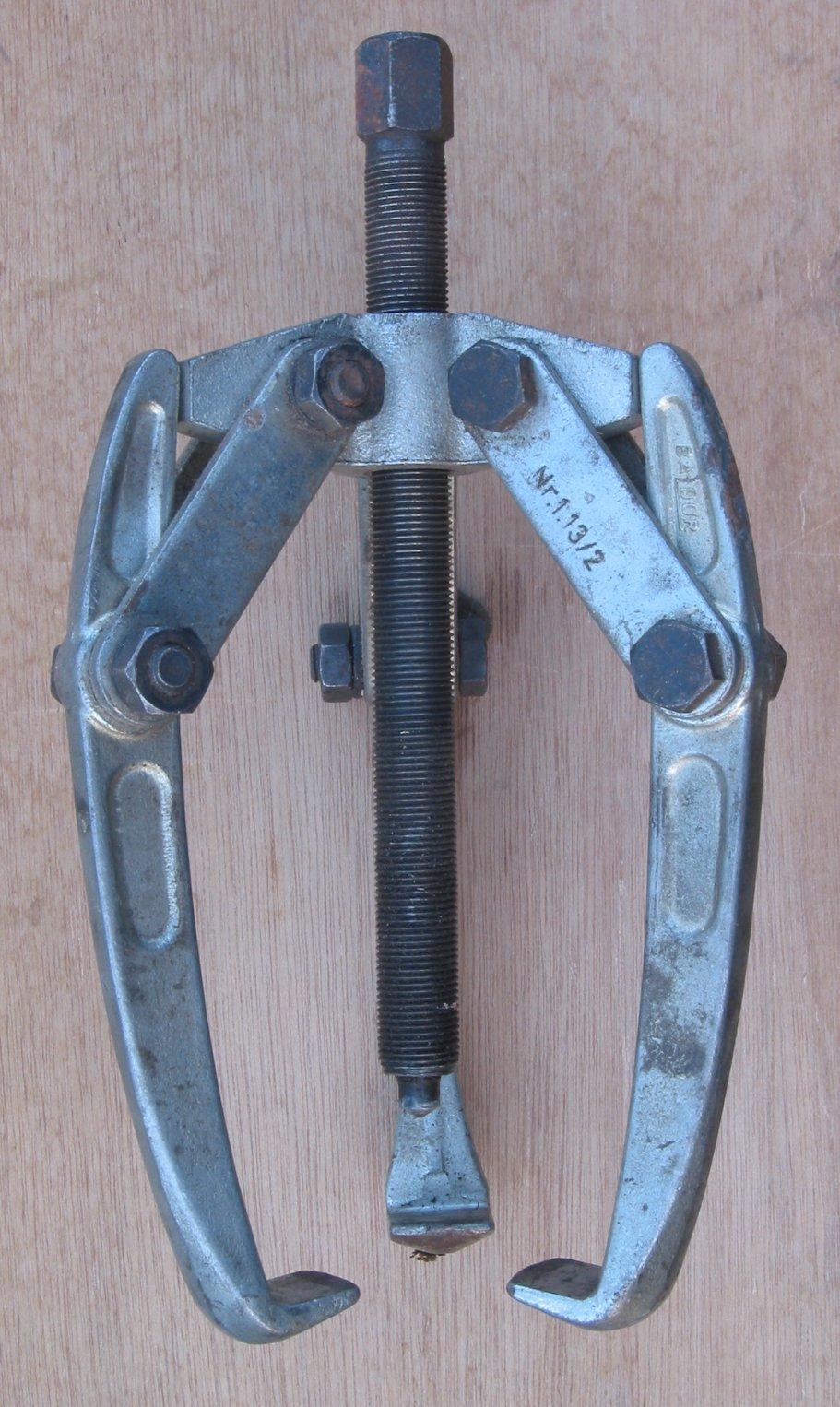
Extractor.

- Extractor mecánico. Es una herramienta que se utiliza básicamente para extraer las poleas, engranajes o cojinetes de los ejes, cuando están muy apretados y no salen con la fuerza de las manos. Se puede romper la polea si está mal ajustado el extractor.
- Granete. Es una herramienta con forma de puntero de acero templado afilado en un extremo con una punta de 60° aproximadamente que se utiliza para marcar el lugar exacto en una pieza donde haya que hacerse un agujero, cuando no se dispone de una plantilla adecuada.
- Lima. Es una herramienta de corte consistente en una barra de acero al carbono con ranuras, y con una empuñadura llamada mango, que se usa para desbastar y afinar todo tipo de piezas metálicas, de plástico o de madera.

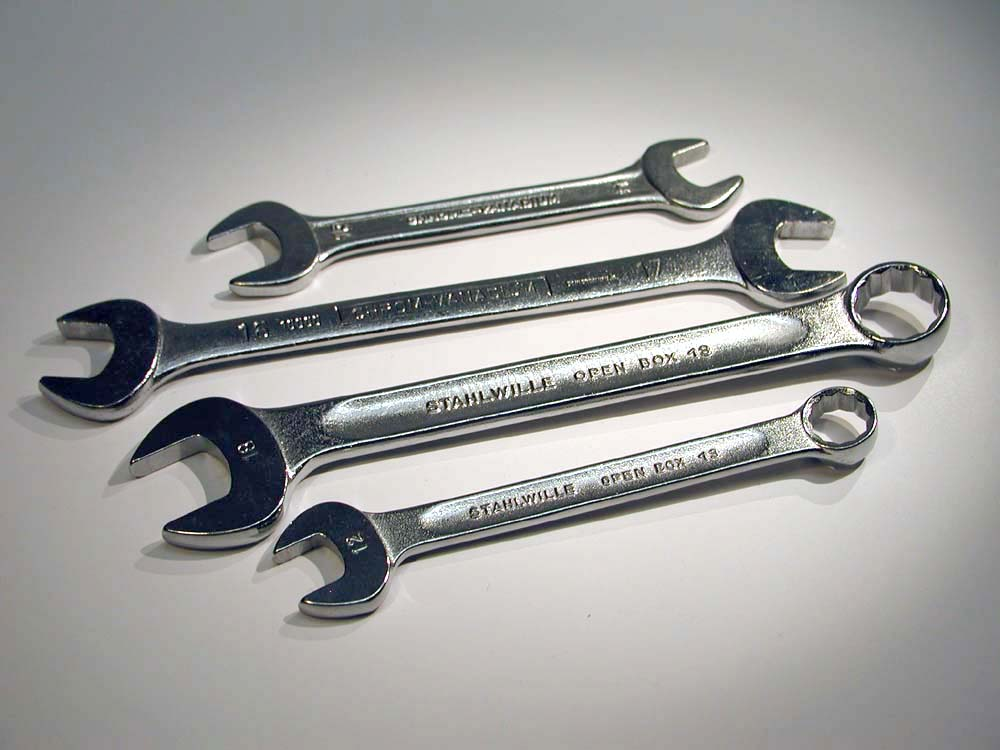
Juego de llaves fijas.

- Llave. Es una herramienta que se utiliza para el apriete de tornillos. Existen llaves de diversas formas y tamaños, entre las que destacan las llaves de boca fija, las de boca ajustable y las dinamométricas. Cuando se hace un uso continuado de llaves, ya se recurre a llaves neumáticas o eléctricas que son de mayor rapidez y comodidad.

- Macho de roscar. Es una herramienta manual de corte que se utiliza para afectuar el roscado de agujeros que han sido previamente taladrados a una medida adecuada en alguna pieza metálica o de plástico. Existen dos tipos de machos, de una parte los machos que se utilizan para roscar a mano y de otra los que se utilizan para roscar a máquina.

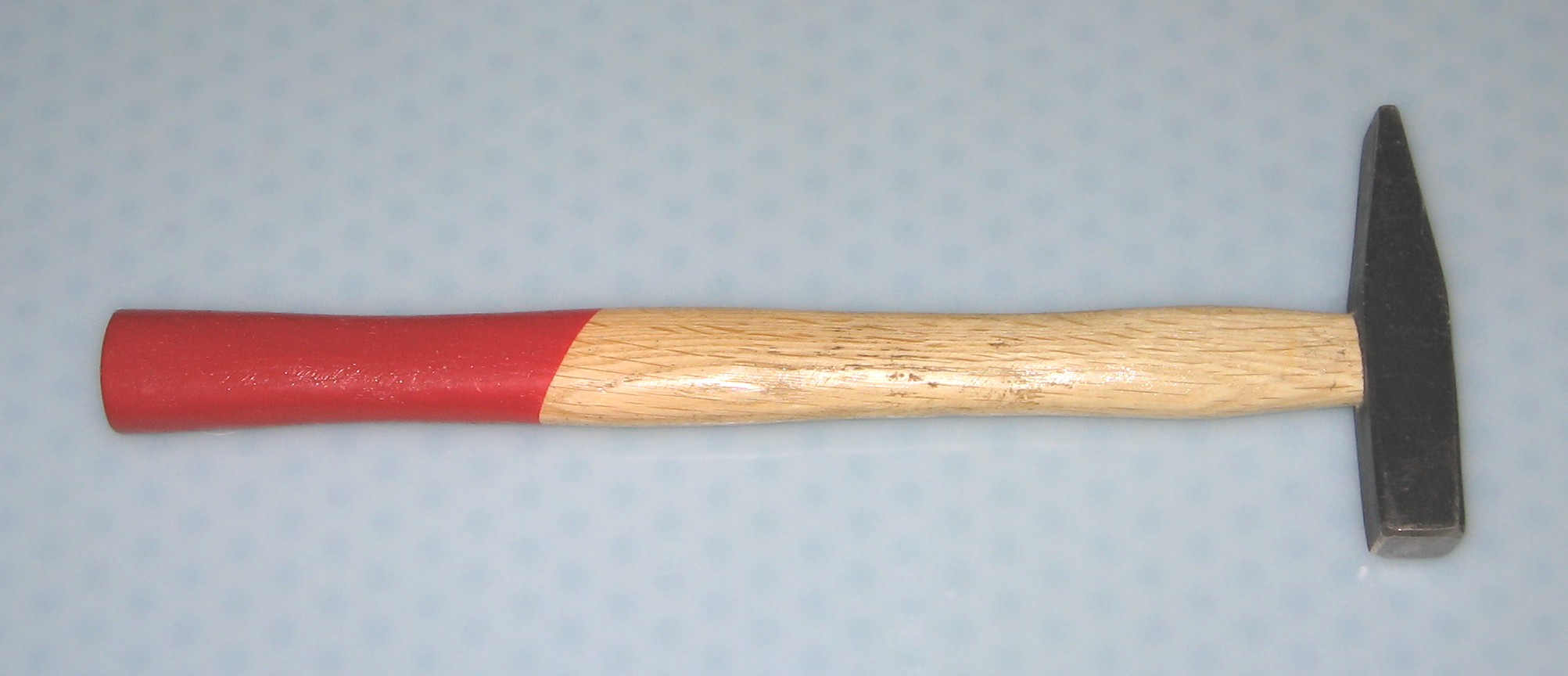
Martillo.

- Martillo. Es una herramienta que se utiliza para golpear y posiblemente sea una de las más antiguas que existen. Actualmente han evolucionado bastante y existen muchos tipos y tamaños de martillos diferentes. Para grandes esfuerzos existen martillos neumáticos y martilos hidráulicos, que se utiliza en minería y en la construcción básicamente. Entre los martillos manuales cabe destacar, martillo de ebanista, martillo de carpintero, maceta de albañil, martillo de carrocero y martillo de bola de mecánico. Asimismo es importante la gama de martillos no férricos que existen, con bocas de nailon, plástico, goma o madera y que son utilizados para dar golpes blandos donde no se pueda deteriorar la pieza que se está ajustando.

- Números y letras para grabar. Hay muchas piezas de mecánica que una vez mecanizadas hay que marcarlas con algunas letras o con algunos números, que se suelen llamar "referencia de la pieza". Otras veces cuando se desmonta un equipo o una máquina se van grabando las piezas de forma que luego se pueda saber el orden de montaje que tienen para que éste sea correcto.

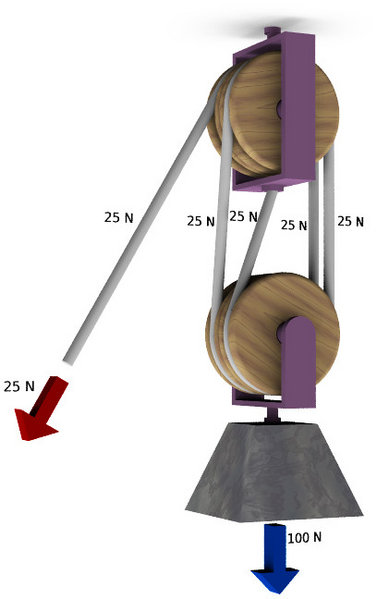
Esquema funcional de polipasto.

- Polipasto. Estos mecanismos se utilizan mucho en los talleres que manipulan piezas muy grandes y pesadas. Sirven para facilitar la colocación de estas piezas pesadas en las diferentes máquinas-herramientas que hay en el taller. Suelen estar sujetos a un brazo giratorio que hay en cada máquina, o ser móviles de unos lugares a otros. Los polipastos tienen varios tamaños o potencia de elevación, los pequeños se manipulan a mano y los más grandes llevan un motor eléctrico.

- Punzón . Esta herramienta tiene diferentes tamaños y se utiliza básicamente para sacar pasadores en el desmontaje de piezas acopladas a ejes.

- Punta de trazar. Esta herramienta se utiliza básicamente para el trazado y marcado de líneas de referencias, tales como ejes de simetría, centros de taladros, o excesos de material en las piezas que hay que mecanizar, porque deja una huella imborrable durante el proceso de mecanizado.

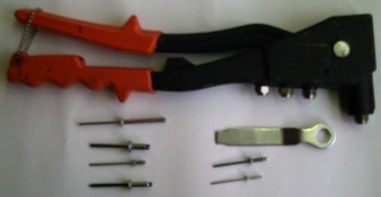
Remachadora.

- Remachadora. Es una herramienta muy usada en talleres de bricolaje y carpintería metálica. Los remaches son unos cilindros que se usan para la unión de piezas que no sean desmontables, tanto de metal como de madera. la unión con remaches garantiza una fácil fijación de unas piezas con otras.

- Sargento. Es una herramienta de uso común en muchas profesiones, principalmente en carpintería, se compone de dos mordazas, regulables con un tornillo de presión. Se utilizan básicamente para sujetar piezas que van a ser mecanizadas si son metales o van a ser pegadas con cola si se trata de madera.

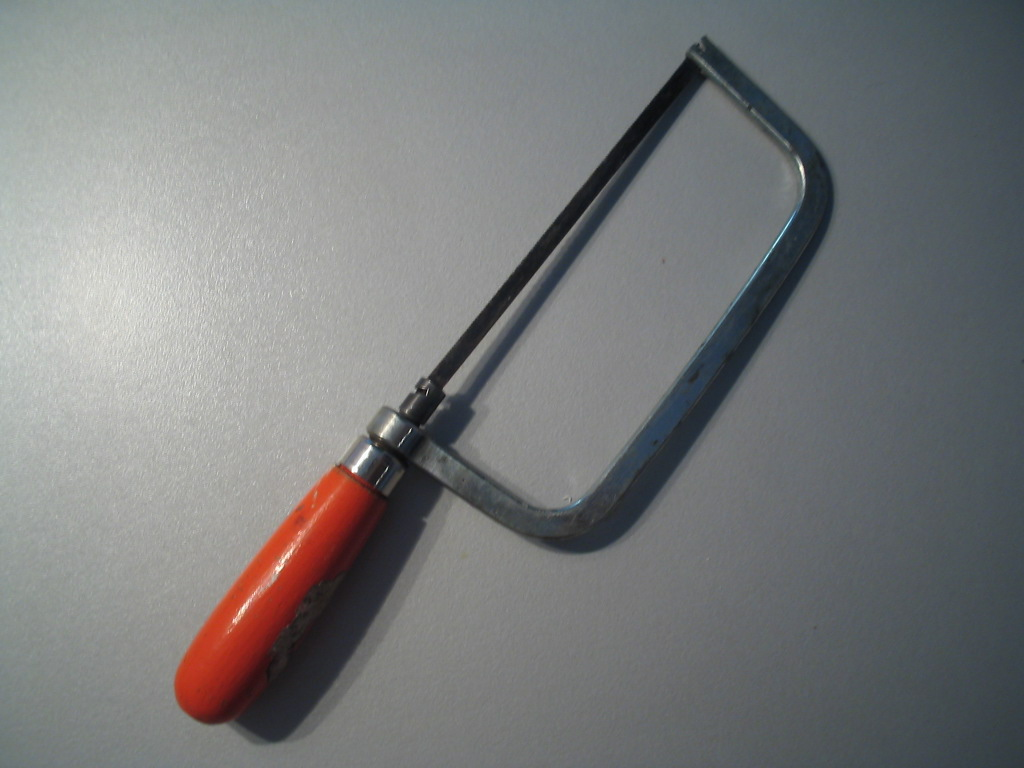
Sierra manual.

- Sierra manual. La sierra manual es una herramienta de corte que está compuesta de dos elementos diferenciados. De una parte está el arco o soporte donde se fija mediante tornillos tensores y la otra es la hoja de sierra que proporciona el corte.

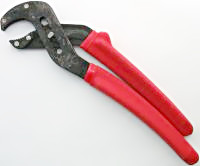
Tenaza extensible.

- Tenaza. Hay tenazas normales para extraer puntas o cortar alambres y tenazas extensibles que son unas herramientas muy útiles para sujetar elementos que una pinza normal no tiene apertura suficiente para sujetar. El hecho de que sean extensibles las hacen muy versátiles.

- Terraja de roscar. Es una herramienta de corte que se utiliza para el roscado manual de pernos y tornillos, que deben estar calibrados de acuerdo con las características de la rosca que se trate.

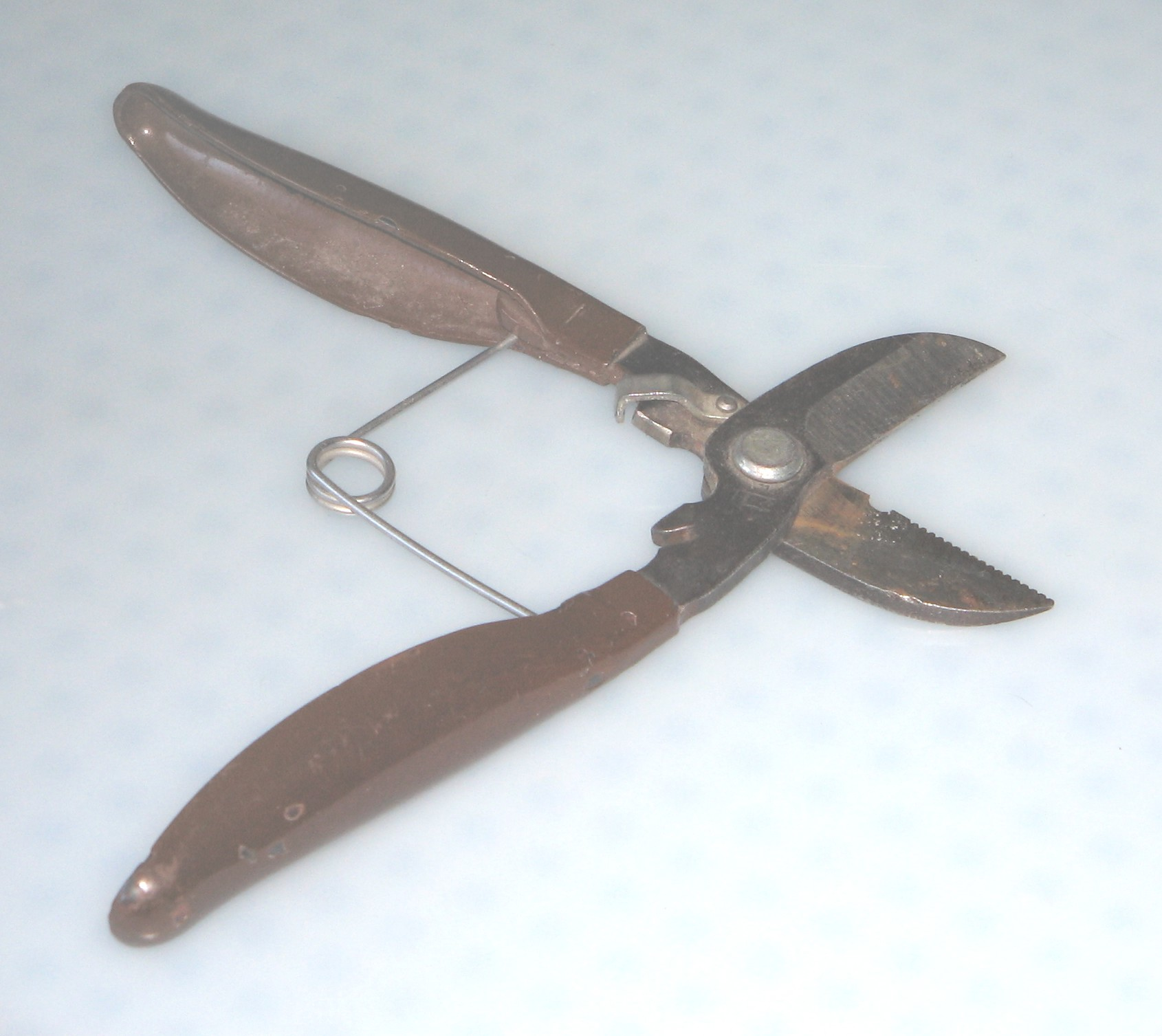
Tijeras cortachapas.

- Tijeras. El uso principal que se hace de las tijeras en un taller mecánico es que se utilizan para cortar flejes de embalajes y chapas de poco espesor. Hay que procurar que estén bien afiladas y que el grosor de la chapa sea adecuado al tamaño de la tijera.

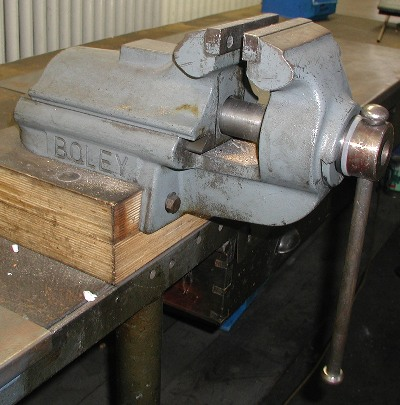
Tornillo de banco.

- Tornillo de banco. El tornillo de banco es un conjunto metálico muy sólido y resistente que tiene dos mordazas, una de ellas es fija y la otra se abre y se cierra cuando se gira con una palanca un tornillo de rosca cuadrada. Es una herramienta que se atornilla a una mesa de trabajo y es muy común en los talleres de mecánica. Cuando las piezas a sujetar son delicadas o frágiles se deben proteger las mordazas con fundas de material más blando llamadas galteras y que pueden ser de plomo, corcho, cuero, nailon, etc. la presión de apriete tiene que estar de acuerdo con las características de fragilidad que tenga la pieza que se sujeta.

### Instrumentos de medición y verificación en fabricación mecánica

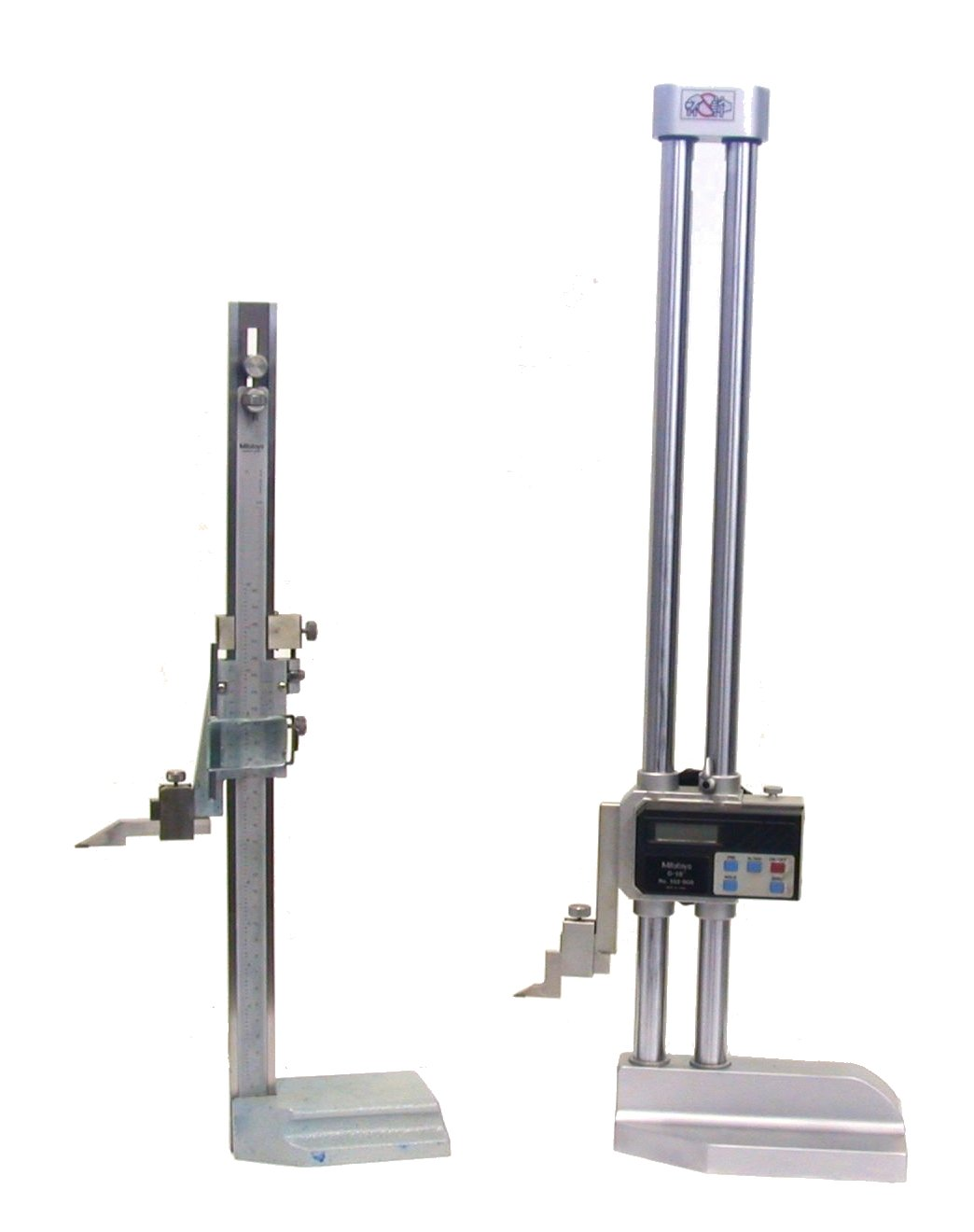
Gramil normal y digital.

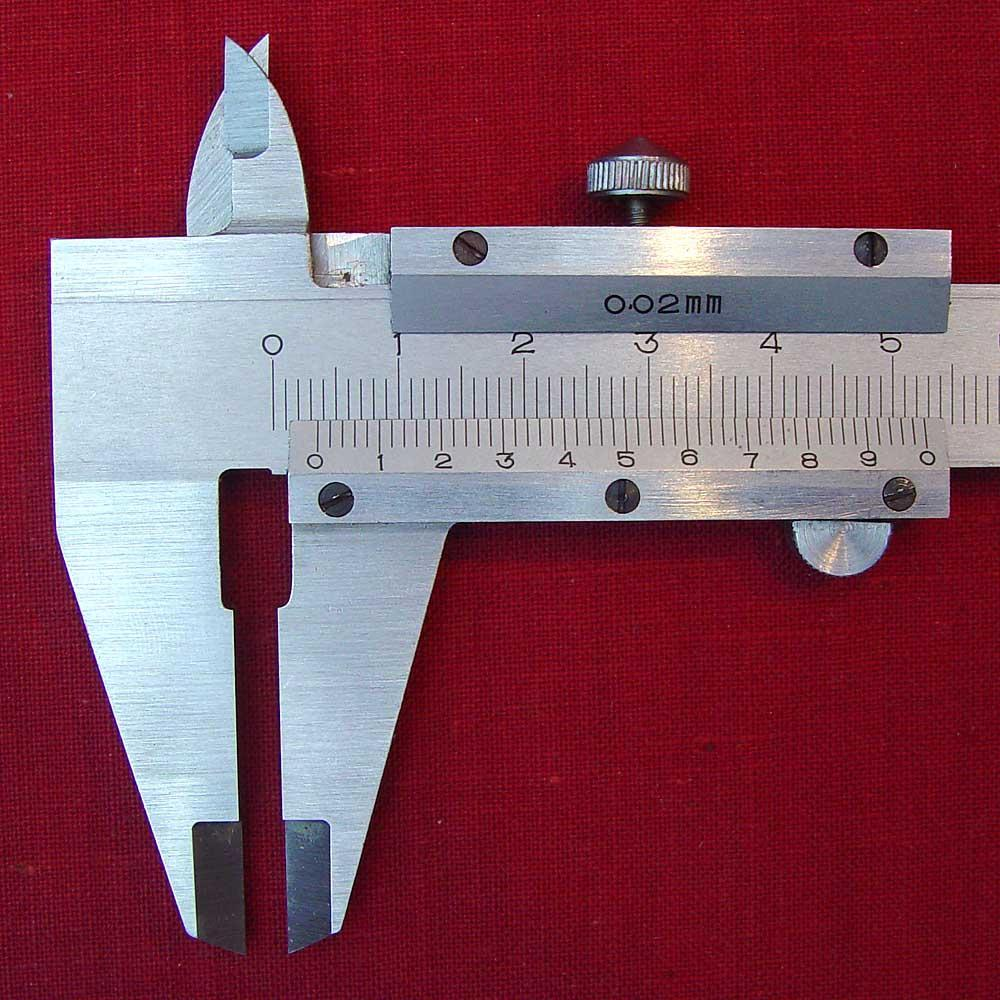
Pie de rey o calibre vernier.

Toda tarea mecánica lleva consigo la necesidad de tomar medidas de las piezas y trabajos que se están realizando, por lo que existen un conjunto básico de instrumentos de medida, tales como.
- Cinta métrica: Es un instrumentos de medición que se construye en una delgada lámina de acero al cromo, o de aluminio, o de un tramado de fibras de carbono unidas mediante un polímero de teflón (las más modernas). Las cintas métricas más usadas son las de 10, 15, 20, 25, 30, 50 y 100 metros.

- Escuadra: La escuadra que se utiliza en los talleres es totalmente de acero, puede ser de aleta o plana y se utiliza básicamente para trazado y la verificación de perpendicularidad de las piezas mecanizadas.

- Cinta métrica: Es un instrumento de medición, pero con una particularidad que está construido de chapa elástica que se enrolla en fuelle tipo persiana, dentro de un estuche de plástico. Se fabrican en longitudes comprendidas entre uno y cinco metros, y algunos estuches disponen de un freno para impedir el enrollado automático de la cinta.

- Goniómetro: Es un instrumento de medición que se utiliza para medir ángulos, comprobación de conos, y puesta a punto de las máquinas-herramientas de los talleres de mecanizado.

- Gramil: Es un instrumento de medición y trazado que se utiliza en los laboratorios de metrología y control de calidad, para realizar todo tipo de trazado en piezas como por ejemplo ejes de simetría, centros para taladros, excesos de mecanizado etc.

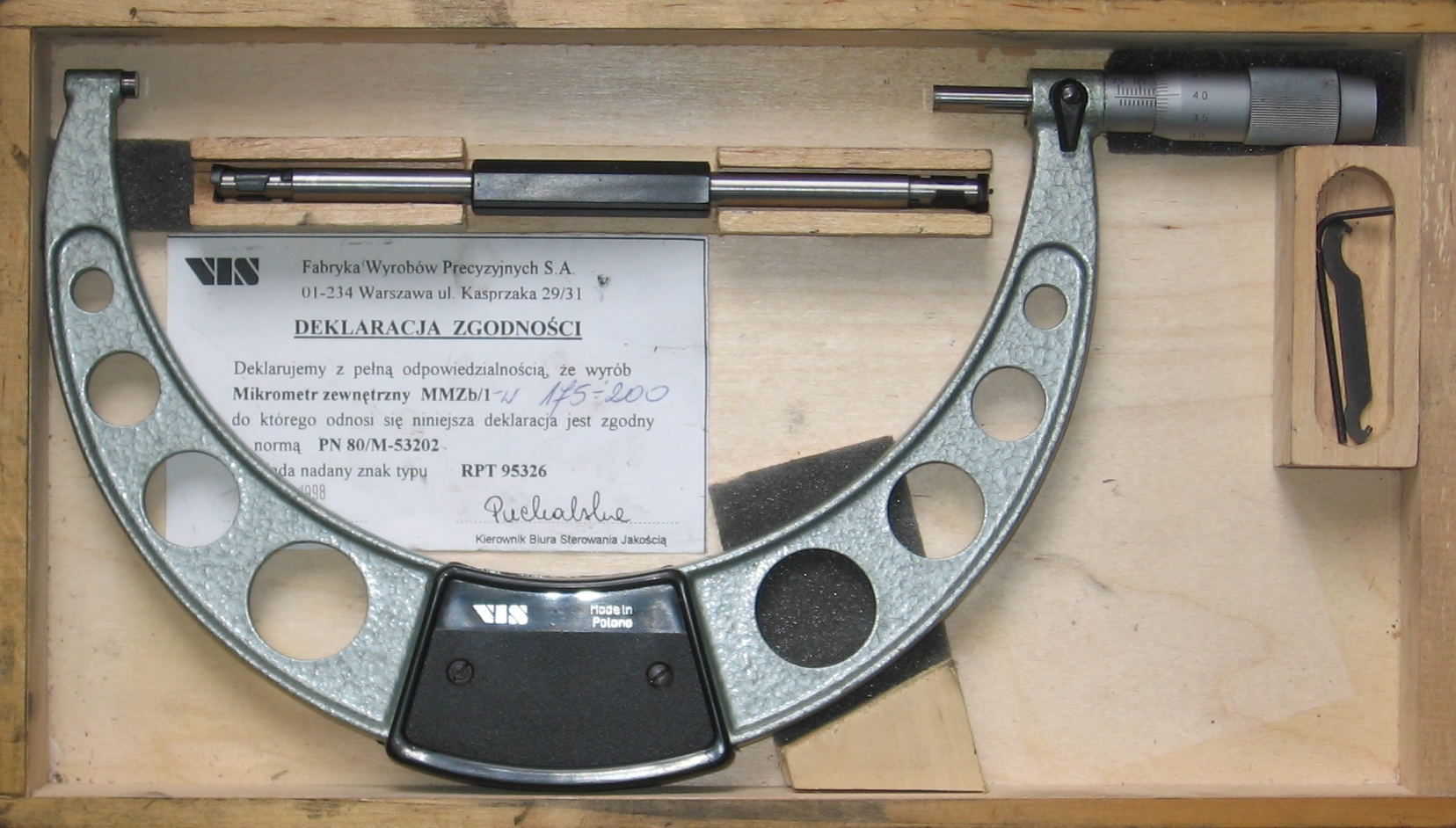
Micrómetro.

- Micrómetro: Es un instrumento de medición cuyo funcionamiento está basado en el tornillo micrométrico que sirve para medir con alta precisión del orden de centésimas en milímetros (0,01 mm) y de milésimas de milímetros (0,001 mm) (micra) las dimensiones de un objeto.

- Nivel: Es un instrumento de medición utilizado para determinar la horizontalidad o verticalidad de un elemento. Existen distintos tipos y son utilizados por agrimensores, carpinteros, albañiles, herreros, trabajadores del aluminio, etc. Un nivel es un instrumento muy útil para la construcción en general e incluso para colocar un cuadro ya que la perspectiva genera errores.

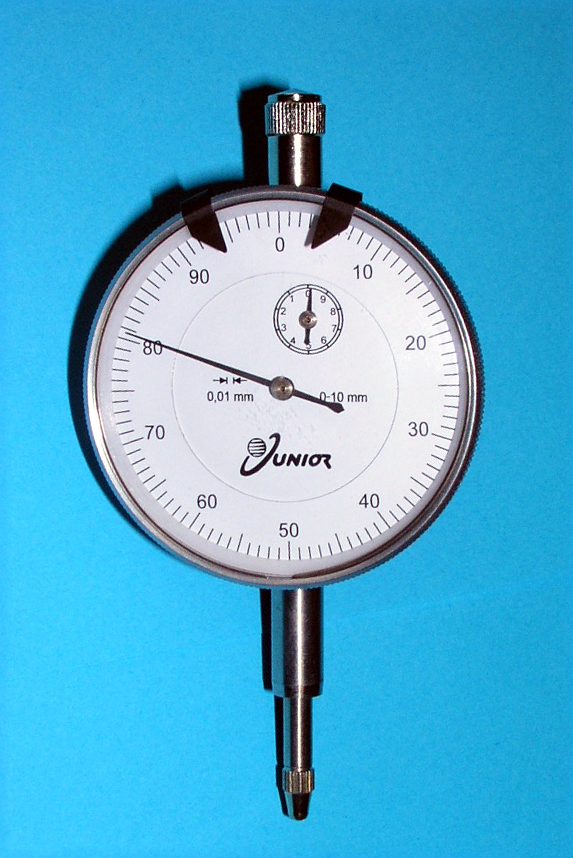
Reloj comparador.

- Calibre: El calibre o pie de rey, es un instrumento para medir dimensiones de objetos relativamente pequeños, desde centímetros hasta fracciones de milímetros (1/10 de milímetros o hasta 1/20 de milímetro).

- Regla graduada: Es un instrumento de medición, construida de metal, madera o material plástico, que tiene una escala graduada y numerada en centímetros y milímetros y su longitud total rara vez supera el metro de longitud.

- Reloj comparador:  Es un instrumento de medición que se utiliza en los talleres e industrias para la verificación de piezas ya que por sus propios medios no da lectura directa, pero es útil para comparar las diferencias que existen en la cota de varias piezas que se quieran verificar.